# الوحش (مارفل)
الوحش أو بيست (بالإنجليزية: Beast)‏ هو شخصية من شخصيات قصص إكس-من.
اسمه الحقيقي هو هنري فيليب "هانك” ماكوي (بالإنجليزية: Henry Philip "Hank" McCoy)‏ كان أساسًا إنسان لكنه تحول إلى وحش شبيه بالقردة وفروه أزرق بعدما تعرض لحقنة خطيرة حولته لذلك الشكل.

## روابط خارجية
- الوحش في ويكي عالم مارفل